# Irène Joliot-Curie
Irène Joliot-Curie (francosko: [iʁɛn ʒɔljo kyʁi] (), francoska kemičarka in fizičarka, * 12. september 1897, Pariz, † 17. marec 1956, Pariz.
Irene je bila hči Marie in Pierra Curie in žena Frédérica Joliot-Curie. Leta 1935 je z možem prejela Nobelovo nagrado za kemijo za odkritje umetne radioaktivnosti. S tem so Curiejevi postali družina z največ prejetimi Nobelovimi nagradami doslej. Leta 1936 je postala ena od prvih treh ženskih članic francoske vlade, ko je bila imenovana za podsekretarko za znanstveno raziskovanje. Njena otroka, Hélène in Pierre, sta tudi uspešna znanstvenika.